# 帕拉戈纳 (犹他州)
帕拉戈纳（英文：Paragonah），是美国犹他州艾恩县下属的一座城市。建市于 1851年，面积大约为0.64平方英里（1.7平方公里），海拔约为5,879英尺（1,792米）。根据2010年美国人口普查，该市有人口488人。